# Poecilocloeus viridithorax
Poecilocloeus viridithorax är en insektsart som beskrevs av Marius Descamps 1980. Poecilocloeus viridithorax ingår i släktet Poecilocloeus och familjen gräshoppor. Inga underarter finns listade i Catalogue of Life.